# Millie Jackson

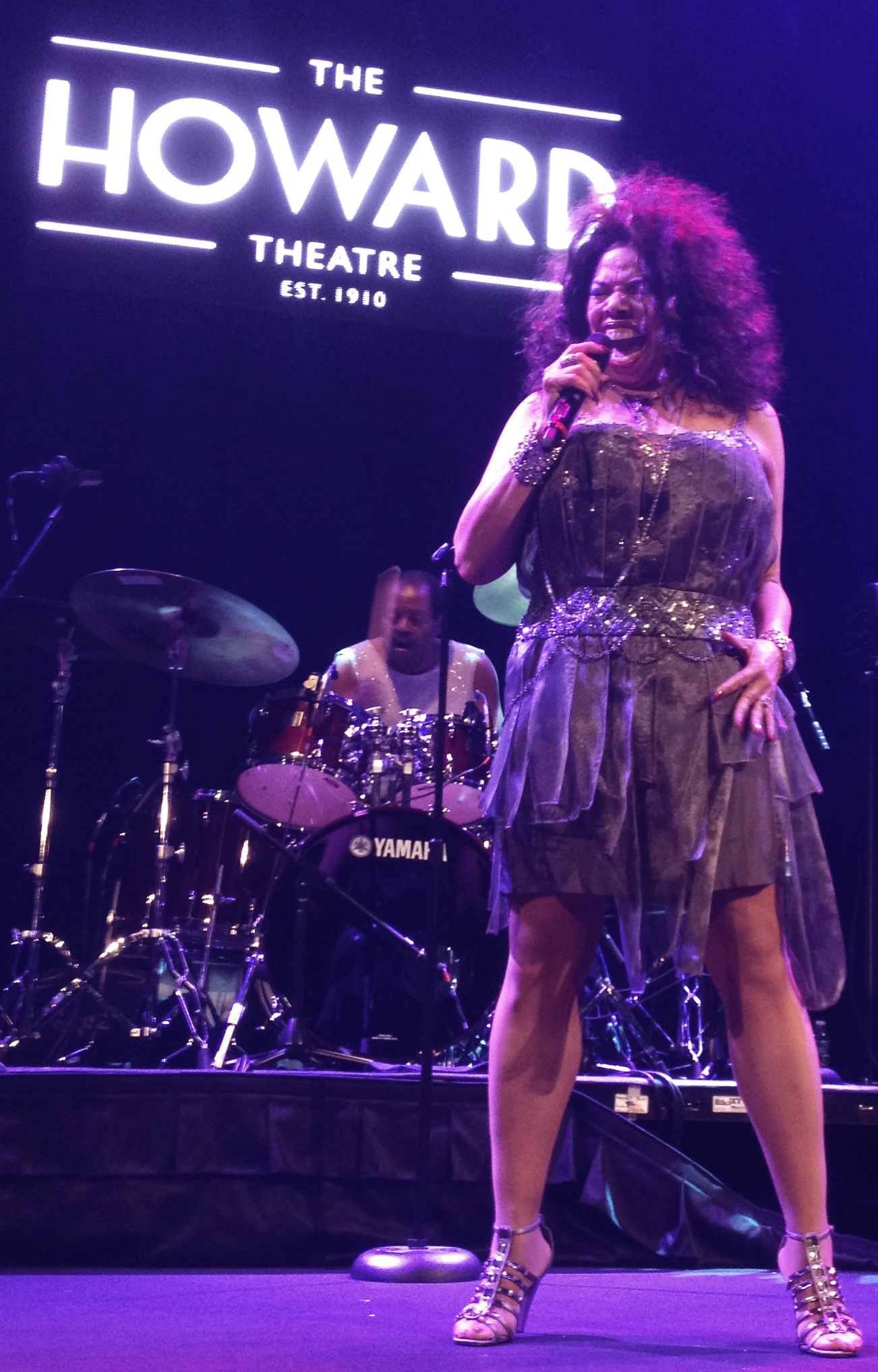
Millie Jackson, 2012

Millie Jackson (* 15. Juli 1944 als Mildred Jackson in Thomson, Georgia) ist eine US-amerikanische R&B-Sängerin und Songwriterin, die ihre größten Erfolge in den 1970er Jahren feierte. Bis 1988 platzierte „eine der besten Soulsängerinnen überhaupt“ (Sounds) 39 Hits in den amerikanischen R&B-Charts. Zu ihren erfolgreichsten Werken gehören die Alben Caught Up (1974), Feelin’ Bitchy (1977) und Get It Out’cha System (1978), die in den USA jeweils über 500.000 Mal verkauft und mit Gold ausgezeichnet wurden.

## Karriere
Nach dem frühen Tod ihrer Mutter zog Jackson zunächst mit ihrem Vater nach Newark, als Teenager lebte sie bei ihrer Tante in Brooklyn. Zunächst arbeitete sie als Fotomodell. 1969 bekam sie ihren ersten Schallplattenvertrag bei MGM Records, die einzige Single für das Label, Little Bit of Something, hatte allerdings keinen Erfolg. Daraufhin wechselte sie zu Spring Records, einem kleinen Spartenlabel von Polydor, und im Jahre 1971 platzierte sie mit A Child of God (It’s Hard to Believe) eine erste Single in den US-amerikanischen R&B-Charts, die höchste Notierung war Platz 22. 1972 folgten mit Ask Me What You Want sowie My Man, a Sweet Man gleich zwei Singles in den R&B-Top-Ten. Jackson erklärte in Interviews, dass ihre Stimme auf den Plattenaufnahmen ihrer Anfangsjahre teilweise höher gepitcht wurde.
1973 feierte Jackson mit Hurts so Good ihre erfolgreichste Single, der Titel erreichte nicht nur Platz 3 der R&B-Charts, sondern auch Platz 24 der Billboard Hot 100. Das Lied erschien auch auf dem Soundtrack des Blaxploitation-Spielfilms Ein Fall für Cleopatra Jones, der von J. J. Johnson komponiert wurde und neben Jackson auch Joe Simon, ihrem männlichen Pendant bei Spring Records, präsentierte.
1974 wurde Jackson für (If Loving You Is Wrong) I Don’t Want to Be Right das einzige Mal in ihrer Karriere für den Grammy nominiert. Es folgten R&B-Hits wie Leftovers (1975), Bad Risk (1976) oder If You’re Not Back in Love by Monday (1977), der Jackson auch letztmals in die US-Pop-Charts brachte. 1979 nahm sie mit Isaac Hayes das Album Royal Rappin’s auf. Bis in die Mitte der 1980er Jahre konnte Jackson weitere Singles in den R&B-Charts platzieren, darunter auch Coverversionen von Titeln so verschiedener Künstler wie Merle Haggard und Boney M. 1986 unterschrieb sie bei Jive Records und hatte mit Hot! Wild! Unrestricted! Crazy Love (1986, Platz 9) sowie Love Is a Dangerous Game (1987, Platz 6) weitere Singles in den R&B-Charts. Letztmals platzierte sie sich dort 1988 mit Something You Can Feel.
Jackson hatte seit Ende der 1980er Jahre zwar keine größeren Verkaufserfolge mehr, allerdings ist sie durch ihre Albumcover-Motive nach wie vor im Gespräch. Das Titelbild von Back to the Shit wurde unter anderem vom britischen The Guardian als eines der schlechtesten Albencover aller Zeiten ausgewählt. 1986 veröffentlichte Jackson auf ihrem Album An Imitation of Love eine Coverversion von dem von Prince geschriebenen Song I Wanna Be Your Lover.
Jackson arbeitet seit Mitte der 2000er Jahre als Moderatorin einer werktäglichen Nachmittagssendung beim Radiosender KKDA AM in Dallas. 2015 wurde sie in die R&B Hall of Fame aufgenommen.

## Privat
Millie Jackson ist die Mutter der Sängerin Keisha Jackson (* 1965) und hat außerdem einen Sohn. Sie war einmal verheiratet. Die Ehe hielt nur acht Monate.

## Diskografie

### Studioalben
| Jahr | Titel                              | Höchstplatzierung, Gesamtwochen, AuszeichnungChartplatzierungen (Jahr, Titel, Platzierungen, Wochen, Auszeichnungen, Anmerkungen) | Höchstplatzierung, Gesamtwochen, AuszeichnungChartplatzierungen (Jahr, Titel, Platzierungen, Wochen, Auszeichnungen, Anmerkungen) | Höchstplatzierung, Gesamtwochen, AuszeichnungChartplatzierungen (Jahr, Titel, Platzierungen, Wochen, Auszeichnungen, Anmerkungen) | Anmerkungen |
| Jahr | Titel                              | UK | US | R&B | Anmerkungen |
| ---- | ---------------------------------- | --- | --- | --- | --- |
| 1972 | Millie Jackson                     | — | US166 (11 Wo.)US | — | Erstveröffentlichung: September 1972 Produzent: Raeford Gerald                                                                                |
| 1973 | It Hurts so Good                   | — | US175 (6 Wo.)US | R&B13 (14 Wo.)R&B | Erstveröffentlichung: September 1973 Produzenten: Raeford Gerald, Brad Shapiro                                                                |
| 1974 | Caught Up                          | — | US21 Gold · (21 Wo.)US | R&B4 (16 Wo.)R&B | Erstveröffentlichung: Oktober 1974 Produzenten: Brad Shapiro, Millie Jackson                                                                  |
| 1975 | Still Caught Up                    | — | US112 (16 Wo.)US | R&B27 (15 Wo.)R&B | Erstveröffentlichung: Juli 1975 Produzenten: Brad Shapiro, Millie Jackson                                                                     |
| 1976 | Free and in Love                   | — | — | R&B17 (11 Wo.)R&B | Erstveröffentlichung: April 1976 Produzenten: Brad Shapiro, Millie Jackson                                                                    |
| 1977 | Lovingly Yours                     | — | US175 (6 Wo.)US | R&B44 (5 Wo.)R&B | Erstveröffentlichung: Januar 1977 Produzenten: Brad Shapiro, Millie Jackson                                                                   |
| 1977 | Feelin’ Bitchy                     | — | US34 Gold · (23 Wo.)US | R&B4 (38 Wo.)R&B | Erstveröffentlichung: August 1977 Produzenten: Brad Shapiro, Millie Jackson                                                                   |
| 1978 | Get It Out’cha System              | — | US55 Gold · (14 Wo.)US | R&B14 (19 Wo.)R&B | Erstveröffentlichung: Juli 1978 Produzenten: Brad Shapiro, Millie Jackson                                                                     |
| 1979 | A Moment’s Pleasure                | — | US144 (6 Wo.)US | R&B47 (11 Wo.)R&B | Erstveröffentlichung: April 1979 Produzenten: Brad Shapiro, Millie Jackson                                                                    |
| 1979 | Royal Rappin’s                     | — | US80 (19 Wo.)US | R&B17 (24 Wo.)R&B | Erstveröffentlichung: Oktober 1979 mit Isaac Hayes Produzenten: Brad Shapiro, Millie Jackson                                                  |
| 1980 | For Men Only                       | — | US100 (10 Wo.)US | R&B23 (15 Wo.)R&B | Erstveröffentlichung: Juni 1980 Produzenten: Brad Shapiro, Millie Jackson                                                                     |
| 1981 | I Had to Say It                    | — | US137 (4 Wo.)US | R&B25 (23 Wo.)R&B | Erstveröffentlichung: Dezember 1980 Produzenten: Brad Shapiro, Millie Jackson                                                                 |
| 1981 | Just a Lil’ Bit Country            | — | — | R&B43 (7 Wo.)R&B | Erstveröffentlichung: August 1981 Produzenten: Brad Shapiro, Millie Jackson                                                                   |
| 1982 | Hard Times                         | — | — | R&B29 (16 Wo.)R&B | Erstveröffentlichung: November 1982 Produzenten: Brad Shapiro, Millie Jackson                                                                 |
| 1983 | E. S. P. (Extra Sexual Persuasion) | UK59 (5 Wo.)UK | — | R&B40 (18 Wo.)R&B | Erstveröffentlichung: Oktober 1983 Produzenten: Brad Shapiro, Millie Jackson                                                                  |
| 1986 | An Imitation of Love               | — | US119 (17 Wo.)US | R&B16 (32 Wo.)R&B | Erstveröffentlichung: November 1986 Produzenten: Timmy Allen, Bryan Chuck New, Larry Smith, Jolyon Skinner, Wayne Brathwaite, Jonathan Butler |
| 1989 | Back to the S..t!                  | — | — | R&B79 (12 Wo.)R&B | Erstveröffentlichung: Juni 1989 Produzent: Millie Jackson                                                                                     |

Weitere Studioalben
- 1973: Cleopatra Jones (mit Joe Simon und J. J. Johnson; Soundtrack des Films Ein Fall für Cleopatra Jones)
- 1974: I Got to Try It One Time
- 1988: The Tide Is Turning
- 1991: Young Man, Older Woman
- 1993: Young Man, Older Woman: Cast Album
- 1994: Rock ’n’ Soul
- 1995: It’s Over ! ?
- 1997: The Sequel: It Ain’t Over
- 2001: Not for Church Folk!

### Livealben
| Jahr | Titel                           | Höchstplatzierung, Gesamtwochen, AuszeichnungChartplatzierungen (Jahr, Titel, Platzierungen, Wochen, Auszeichnungen, Anmerkungen) | Höchstplatzierung, Gesamtwochen, AuszeichnungChartplatzierungen (Jahr, Titel, Platzierungen, Wochen, Auszeichnungen, Anmerkungen) | Höchstplatzierung, Gesamtwochen, AuszeichnungChartplatzierungen (Jahr, Titel, Platzierungen, Wochen, Auszeichnungen, Anmerkungen) | Anmerkungen                                                                                                |
| Jahr | Titel                           | UK | US | R&B | Anmerkungen                                                                                                |
| ---- | ------------------------------- | --- | --- | --- | --- |
| 1979 | Live and Uncensored             | UK81 (2 Wo.)UK | US94 (18 Wo.)US | R&B22 (27 Wo.)R&B | Erstveröffentlichung: Dezember 1979 Aufnahme: The Roxy, Los Angeles Charteintritt in UK erst im April 1985 |
| 1982 | Live and Outrageous (Rated XXX) | — | US113 (13 Wo.)US | R&B11 (22 Wo.)R&B | Erstveröffentlichung: März 1982 Aufnahme: Mr. Vees Figure 8, Atlanta                                       |

Weitere Livealben
- 1976: Live in Tokyo

### Kompilationen
- 1976: The Best of Millie Jackson
- 1985: By Popular Demand Millie Jackson’s Greatest Hits
- 1994: The Very Best of Millie Jackson
- 1994: 21 of the Best (1971–1983)
- 1997: Anthology Totally Unrestricted! (2 CDs)
- 1999: Between the Sheets
- 2004: Don’t Walk Away
- 2008: Millie Jackson’s Soul for the Dancefloor
- 2013: The Moods of Millie Jackson: Her Best Ballads
- 2014: On the Soul Country Side

### Singles
| Jahr | Titel Album                                                        | Höchstplatzierung, Gesamtwochen, AuszeichnungChartplatzierungen (Jahr, Titel, Album, Platzierungen, Wochen, Auszeichnungen, Anmerkungen) | Höchstplatzierung, Gesamtwochen, AuszeichnungChartplatzierungen (Jahr, Titel, Album, Platzierungen, Wochen, Auszeichnungen, Anmerkungen) | Höchstplatzierung, Gesamtwochen, AuszeichnungChartplatzierungen (Jahr, Titel, Album, Platzierungen, Wochen, Auszeichnungen, Anmerkungen) | Anmerkungen | [↑]: gemeinsam behandelt mit vorhergehendem Eintrag; [←]: in beiden Charts platziert |
| Jahr | Titel Album                                                        | UK | US | R&B | Anmerkungen |                                                                                      |
| ---- | ------------------------------------------------------------------ | --- | --- | --- | --- | ------------------------------------------------------------------------------------ |
| 1971 | A Child of God (It’s Hard to Believe) Millie Jackson               | — | — | R&B22 (7 Wo.)R&B | Erstveröffentlichung: Oktober 1971 Autoren: Don French, Millie Jackson                                                             |                                                                                      |
| 1972 | Ask Me What You Want Millie Jackson                                | — | US27 (14 Wo.)US | R&B4 (15 Wo.)R&B | Erstveröffentlichung: Februar 1972 Autoren: Billy Nichols, Millie Jackson                                                          |                                                                                      |
| 1972 | My Man, a Sweet Man Millie Jackson                                 | UK50 (1 Wo.)UK | US42 (10 Wo.)US | R&B7 (13 Wo.)R&B | Erstveröffentlichung: Juli 1972 Autor: Raeford Gerald                                                                              |                                                                                      |
| 1972 | I Miss You Baby Millie Jackson                                     | — | US95 (4 Wo.)US | R&B22 (10 Wo.)R&B | Erstveröffentlichung: November 1972 Autor: Raeford Gerald                                                                          |                                                                                      |
| 1973 | Breakaway It Hurts so Good                                         | — | — | R&B16 (8 Wo.)R&B | Erstveröffentlichung: März 1973 Autor: Raeford Gerald                                                                              |                                                                                      |
| 1973 | Hurts so Good It Hurts so Good                                     | — | US24 (12 Wo.)US | R&B3 (18 Wo.)R&B | Erstveröffentlichung: Juli 1973 Autor: Phillip Mitchell                                                                            |                                                                                      |
| 1974 | I Got to Try It One Time                                           | — | — | R&B21 (14 Wo.)R&B | Erstveröffentlichung: Februar 1974 Autoren: Brad Shapiro, Millie Jackson                                                           |                                                                                      |
| 1974 | How Do You Feel the Morning After I Got to Try It One Time         | — | US77 (7 Wo.)US | R&B11 (14 Wo.)R&B | Erstveröffentlichung: Mai 1974 Autoren: Luther Lynch, Raeford Gerald                                                               |                                                                                      |
| 1975 | If Loving You Is Wrong Don’t Want to Be Right Caught Up            | — | US42 (7 Wo.)US | R&B42 (11 Wo.)R&B | Erstveröffentlichung: Dezember 1974 Autoren: Carl Hampton, Homer Banks, Raymond Jackson                                            |                                                                                      |
| 1975 | The Rap Caught Up                                                  | — | —[R&B: ↑] | R&B42 (11 Wo.)R&B | B-Seite von If Loving You Is Wrong Don’t Want to Be Right Autor: Millie Jackson                                                    |                                                                                      |
| 1975 | I’m Through Trying to Prove My Love to You Caught Up               | — | — | R&B58 (4 Wo.)R&B | Erstveröffentlichung: Mai 1975 Autor: Bobby Womack                                                                                 |                                                                                      |
| 1975 | Leftovers Still Caught Up                                          | — | US87 (2 Wo.)US | R&B17 (13 Wo.)R&B | Erstveröffentlichung: September 1975 Autor: Philip Mitchell                                                                        |                                                                                      |
| 1975 | Loving Arms Still Caught Up                                        | — | — | R&B45 (1 Wo.)R&B | B-Seite von Leftovers Autor: Tom Jans Original: Dobie Gray, 1973                                                                   |                                                                                      |
| 1976 | Bad Risk / There You Are Free and in Love                          | — | — | R&B24 (11 Wo.)R&B | Erstveröffentlichung: Juni 1976 Autoren: Billy Clements / King Sterling, Millie Jackson                                            |                                                                                      |
| 1976 | Feel Like Making Love Free and in Love                             | — | — | R&B71 (4 Wo.)R&B | Erstveröffentlichung: September 1976 Autoren: Mick Ralphs, Paul Rodgers Original: Bad Company, 1975                                |                                                                                      |
| 1977 | I Can’t Say Goodbye Lovingly Yours                                 | — | — | R&B40 (12 Wo.)R&B | Erstveröffentlichung: Februar 1977 Autoren: Allen Williams, Billy Nichols                                                          |                                                                                      |
| 1977 | A Love of Your Own Lovingly Yours                                  | — | — | R&B87 (6 Wo.)R&B | Erstveröffentlichung: Mai 1977 Autoren: Hamish Stuart, Ned Doheny                                                                  |                                                                                      |
| 1977 | If You’re Not Back in Love by Monday Feelin’ Bitchy                | — | US43 (11 Wo.)US | R&B5 (23 Wo.)R&B | Erstveröffentlichung: August 1977 Autoren: Glenn Martin, Sonny Throckmorton                                                        |                                                                                      |
| 1978 | All the Way Lover Feelin’ Bitchy                                   | — | — | R&B12 (15 Wo.)R&B | Erstveröffentlichung: Februar 1978 Autor und Original: Benny Latimore, 1976                                                        |                                                                                      |
| 1978 | Sweet Music Man Get It Out’cha System                              | — | — | R&B33 (10 Wo.)R&B | Erstveröffentlichung: August 1978 Autor: Kenny Rogers Original: Anne Murray, 1976                                                  |                                                                                      |
| 1978 | Keep the Home Fire Burnin’ Get It Out’cha System                   | — | — | R&B83 (4 Wo.)R&B | Erstveröffentlichung: Dezember 1978 Autor: Benny Latimore, Steve Alaimo Original: Latimore, 1975                                   |                                                                                      |
| 1979 | Never Change Lovers in the Middle of the Night A Moment’s Pleasure | — | — | R&B33 (12 Wo.)R&B | Erstveröffentlichung: Januar 1979 Autoren: Keith Forsey, Mats Bjorklund Original: Boney M., 1978                                   |                                                                                      |
| 1979 | A Moment’s Pleasure                                                | — | — | R&B70 (4 Wo.)R&B | Erstveröffentlichung: Juli 1979 Autor: George Jackson                                                                              |                                                                                      |
| 1979 | We Got to Hit It Off A Moment’s Pleasure                           | — | — | R&B56 (8 Wo.)R&B | Erstveröffentlichung: August 1979 Autor und Original: Benny Latimore, 1978                                                         |                                                                                      |
| 1979 | Do You Wanna Make Love Royal Rappin’s                              | — | — | R&B30 (11 Wo.)R&B | Erstveröffentlichung: November 1979 mit Isaac Hayes Autor und Original: Peter McCann, 1977                                         |                                                                                      |
| 1980 | Didn’t I Blow Your Mind –                                          | — | — | R&B49 (8 Wo.)R&B | Erstveröffentlichung: Januar 1980 Autoren: Thom Bell, Wilbert Hart Original: The Delfonics, 1969                                   |                                                                                      |
| 1980 | You Never Cross My Mind Royal Rappin’s                             | — | — | R&B78 (4 Wo.)R&B | Erstveröffentlichung: März 1980 mit Isaac Hayes Autoren: Curly Putman, Deborah Allen, Rafe van Hoy Original: Louise Mandrell, 1978 |                                                                                      |
| 1980 | Despair For Men Only                                               | — | — | R&B61 (5 Wo.)R&B | Erstveröffentlichung: Juni 1980 Autoren: Brad Shapiro, Millie Jackson, Randy McCormick                                             |                                                                                      |
| 1980 | This Is It For Men Only                                            | — | — | R&B88 (3 Wo.)R&B | Erstveröffentlichung: September 1980 Autoren: Kenny Loggins, Michael McDonald Original: Kenny Loggins, 1979                        |                                                                                      |
| 1981 | I Can’t Stop Loving You Just a Lil’ Bit Country                    | — | — | R&B62 (6 Wo.)R&B | Erstveröffentlichung: Juli 1981 Autor und Original: Don Gibson, 1957                                                               |                                                                                      |
| 1982 | Special Occasion Hard Times                                        | — | — | R&B51 (11 Wo.)R&B | Erstveröffentlichung: September 1982 Original: Dorothy Moore, 1978                                                                 |                                                                                      |
| 1983 | I Feel Like Walking in the Rain E. S. P. (Extra Sexual Persuasion) | UK55 (4 Wo.)UK | — | R&B58 (13 Wo.)R&B | Erstveröffentlichung: Oktober 1983 Autoren: A. Graham, Wayne Perkins                                                               |                                                                                      |
| 1986 | Hot! Wild! Unrestricted! Crazy Love An Imitation of Love           | UK99 (1 Wo.)UK | — | R&B9 (16 Wo.)R&B | Erstveröffentlichung: September 1986 Autoren: Timmy Allen, Millie Jackson                                                          |                                                                                      |
| 1987 | Love Is a Dangerous Game An Imitation of Love                      | UK81 (3 Wo.)UK | — | R&B6 (16 Wo.)R&B | Erstveröffentlichung: Januar 1987 Autoren: Jolyon Skinner, Jonathan Butler, Leslie Sebastian Charles, Wayne Brathwaite             |                                                                                      |
| 1987 | An Imitation of Love                                               | — | — | R&B58 (7 Wo.)R&B | Erstveröffentlichung: April 1987 Autoren: Jolyon Skinner, Jonathan Butler, Millie Jackson                                          |                                                                                      |
| 1987 | It’s a Thang An Imitation of Love                                  | — | — | R&B79 (5 Wo.)R&B | Erstveröffentlichung: August 1987 Autoren: Larry Smith, Millie Jackson                                                             |                                                                                      |
| 1987 | Be Yourself Open Sesame                                            | — | — | R&B20 (11 Wo.)R&B | Erstveröffentlichung: September 1987 Whodini feat. Millie Jackson Autoren: Jalil Hutchins, Kirth Atkins                            |                                                                                      |
| 1988 | Something You Can Feel The Tide Is Turning                         | — | — | R&B45 (11 Wo.)R&B | Erstveröffentlichung: Mai 1988 Autoren: Eddie Levert, Gerald Levert, Marc Gordon                                                   |                                                                                      |

Weitere Chartplatzierungen

| Jahr | Titel Album            | Höchstplatzierung, Gesamtwochen, AuszeichnungChartplatzierungen (Jahr, Titel, Album, Platzierungen, Wochen, Auszeichnungen, Anmerkungen) | Höchstplatzierung, Gesamtwochen, AuszeichnungChartplatzierungen (Jahr, Titel, Album, Platzierungen, Wochen, Auszeichnungen, Anmerkungen) | Höchstplatzierung, Gesamtwochen, AuszeichnungChartplatzierungen (Jahr, Titel, Album, Platzierungen, Wochen, Auszeichnungen, Anmerkungen) | Anmerkungen                                                                       |
| Jahr | Titel Album            | DE | CH | UK | Anmerkungen                                                                       |
| ---- | ---------------------- | --- | --- | --- | --------------------------------------------------------------------------------- |
| 1985 | Act of War Ice on Fire | DE39 (7 Wo.)DE | CH16 (8 Wo.)CH | UK32 (5 Wo.)UK | Erstveröffentlichung: Juni 1985 mit Elton John Autoren: Elton John, Bernie Taupin |

Weitere Singles
- 1969: A Little Bit of Something
- 1976: A Love of Your Own
- 1976: A House for Sale
- 1977: Help Me Finish My Song
- 1978: Go Out and Get Some
- 1979: Didn’t I Blow Your Mind
- 1979: Kiss You All Over
- 1980: I Wish That I Could Hurt That Way Again
- 1980: I Had to Say It
- 1981: Rose Colored Glasses
- 1982: Passion
- 1984: E. S. P.
- 1984: Sister in the System
- 1987: Wanna Be Your Lover
- 1988: You Knocked the Love (Right Outta My Heart)
- 1988: The Tide Is Turning
- 1989: Will You Love Me Tomorrow
- 1991: Young Man, Older Woman
- 1994: Love Quake
- 1995: The Lies That We Live
- 1996: Breaking Up Somebody’s Home
- 1997: Did You Think I Wouldn’t Cry (mit Douglas Knight-Smith)
- 2001: Butt-a-Cize